# فيروس الإنفلونزا أ H7N3

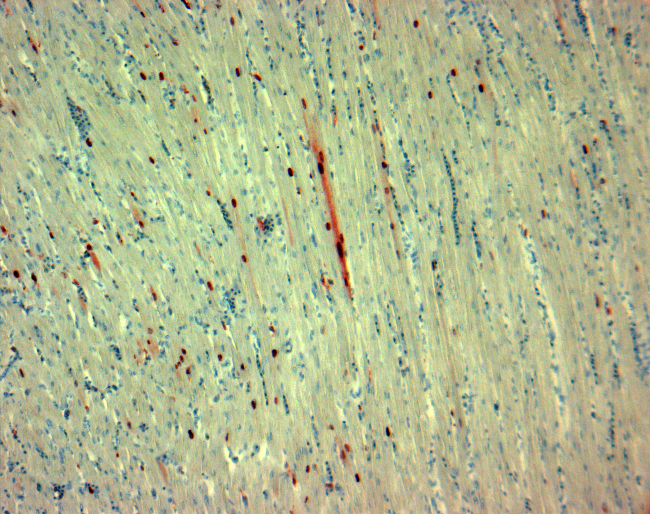

فيروس الإنفلونزا أ H7N3 هو أحد أنماط فيروس الإنفلونزا أ، سبب عدد من فاشيات إنفلونزا لدى الطيور.
انتشر الفيروس في فبراير 2004 في عدد من مزارع الدواجن في كولومبيا البريطانية، حيث أضطرت السلطات الكندية لعزل 18 مزرعة دواجن في تلك المنطقة للحد من انتشار الفيروس. و تم تأكيد إصابة شخصين بالعدوى، و تماثلوا للشفاء التام.
كما تم عزل الفيروس من فضلات بعض الطيور المهاجرة في تايوان في نوفمبر 2005، و لكن لم تثبت إصابة أي من الطيور الداجنة في المزارع القريبة من مكان عزل الفيروس.
و في أبريل 2006 انتشر الفيروس في مزارع للدجاج في نورفولك، المملكة المتحدة مسبباً العدوى لأحد العاملين في المزارع، و تم قتل أكثر من 35,000 دجاجة كإجراء احترازي. و ظهور الفيروس في بريطانيا يعتبر الأول منذ عام 1979.
و تم رصد الفيروس في ساسكاتشوان في كندا و ذلك في 27 سبتمبر 2007 في مزارع للدواجن. و أمرت السلطات الكندية بقتل الطيور و تعقيم كل الأدوات المستخدمة في المزارع.